# Cerbère (constellation)

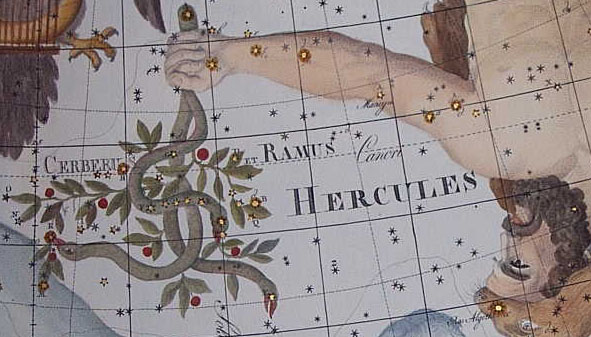
Représentation de la constellation de Cerberus.

Cerbère, ou le rameau et cerbère (Cerberus ou Cerberus et Ramus) est une ancienne constellation située dans l'actuelle constellation d'Hercule. Elle a été nommée ainsi par Johannes Hevelius. Elle est représentée sur les atlas dans le poing d'Hercule par un serpent à trois têtes ou trois serpents enroulés autour d'un rameau. Elle était constituée par les étoiles 93 Herculis, 95 Her, 102 Her et 109 Her.